# Język wilamowski
Język wilamowski, rzadziej też etnolekt wilamowski, czasami nieściśle język wilamowicki (nazwa własna: wymysiöeryś [vɘ̟mɘ̟sʲʏ̯øœrɪɕ]) – język z grupy zachodniej rodziny języków germańskich używany wyspowo w miasteczku Wilamowice koło Bielska-Białej.
Genetycznie związany jest z dialektami wschodniośrodkowoniemieckimi, w szczególności z dawnymi niemieckimi gwarami Śląska, stanowi odrębny mikrojęzyk literacki. Do końca II wojny światowej był powszechnie używany przez większość mieszkańców Wilamowic (zob. Wilamowianie), pod wpływem powojennych represji doszło jednak do zaniku przekazu międzypokoleniowego. Obecnie poważnie zagrożony wymarciem, posługują się nim wyłącznie przedstawiciele najstarszego pokolenia autochtonów i niewielka grupa tzw. nowomówców (new speakers). W 2016 liczbę rodzimych użytkowników szacowano na 25, ponadto około 350 osób znało wilamowski biernie. W spisie powszechnym 2021 posługiwanie się wilamowskim w kontaktach domowych zadeklarowało 10 osób. Od początku XXI wieku prowadzone są działania rewitalizacyjne.

## Klasyfikacja
Wśród mieszkańców miasteczka silnie zakorzeniona jest legenda przypisująca im korzenie flamandzkie czy holenderskie, względnie też fryzyjskie, anglosaskie i szkockie. Twierdzenie to pojawia się już w źródłach XIX-wiecznych – np. w wierszu A Welmeßajer ai Berlin (Wilamowianin w Berlinie) opublikowanym przez Jacoba Bukowskiego w 1860 – a rozpropagowane zostało w szczególności w twórczości Floriana Biesika na początku XX wieku. Wzmianki o etnojęzykowych związkach Wilamowian z Holendrami czy Anglikami pojawiają się również w pierwszych opracowaniach popularnonaukowych dotyczących miasteczka i jego języka (Monografia miasteczka Wilamowic Józefa Latosińskiego z 1909, Narzecze wilamowickie Ludwika Młynka z 1907). Podkreślanie nieniemieckich korzeni nabrało szczególnego znaczenia w kontekście politycznym po II wojnie światowej. W dyskursie popularnym narracja o „wilamowskich Flamandach” jest obecna do dziś.
Z „mitem flamandzkim” polemizował już w latach 30. XX wieku Hermann Mojmir, autor dwutomowego słownika wilamowskiego (i prywatnie brat Floriana Biesika), podkreślając bliskość mowy Wilamowic do innych gwar śląsko-niemieckich, w szczególności szywałdzkiej. Jako dialekt niemiecki rozpatrywali wilamowszczyznę Adam Kleczkowski (1920, 1921), Maria Lasatowicz (1992) czy Norbert Morciniec (1995). W niemieckim podręczniku dialektologicznym z 1983 Wilamowice zaklasyfikowane są jako „starośląska wyspa językowa” w obrębie dialektów środkowoniemieckich, wspólnie z Bielskiem-Białą, Hołdunowem, Gościęcinem i Szywałdem. Autorzy gramatyki wilamowskiej z 2016 wskazują, że „większość cech językowych sytuuje [wilamowszczyznę] w gałęzi wschodniośrodkowoniemieckiej, aczkolwiek wpływ innych dialektów germańskich, przede wszystkim dolnoniemieckich, jest całkiem zauważalny” oraz że przodkowie Wilamowian wywodzą się najprawdopodobniej z obszaru nad środkowym Renem i Menem, ale wśród osadników mogli pojawić się również pierwotni mieszkańcy innych regionów.
Wielowiekowe kontakty językowe z polszczyzną w jej standardowej i dialektalnej postaci odcisnęły silne piętno na wilamowskiej fonologii, gramatyce, składni i leksyce. Zapożyczenia są obecne nawet w najbardziej podstawowej warstwie słownictwa (np. kłop – 'mężczyzna'; dźjada – 'dziadek') i występuje wiele wyrazów skonstruowanych hybrydowo (np. obrozła – 'obrazek', wyraz słowiański w polskiej postaci gwarowej z germańską końcówką zdrobnienia; gejźe – 'idźże', wyraz germański ze wzmocnieniem -że typowym dla dialektu małopolskiego). Do charakterystycznych cech systemowych paralelnych z językiem polskim należy np. podwójna negacja czy występowanie wołacza. Według Alexandra Andrasona współczesny wilamowski wykazuje cechy germańsko-słowiańskiego języka mieszanego.
W ostatnich dziesięcioleciach nastąpiła ewolucja w postrzeganiu mowy wilamowskiej. Wziąwszy pod uwagę kryteria socjolingwistyczne, w latach 90. XX wieku spopularyzowany został w odniesieniu do niej termin etnolekt, współcześnie natomiast zdecydowana większość badaczy uznaje wilamowski za odrębny język. Brak wzajemnej zrozumiałości z językiem niemieckim, odrębna tożsamość użytkowników (nieidentyfikujących się z Niemcami), niezależne piśmiennictwo na bazie własnej ortografii i prowadzone działania rewitalizacyjne stanowią najważniejsze argumenty za odrębnością wilamowskiego, który w relacji z niemieckim można określić jako Ausbausprache.

## Historia

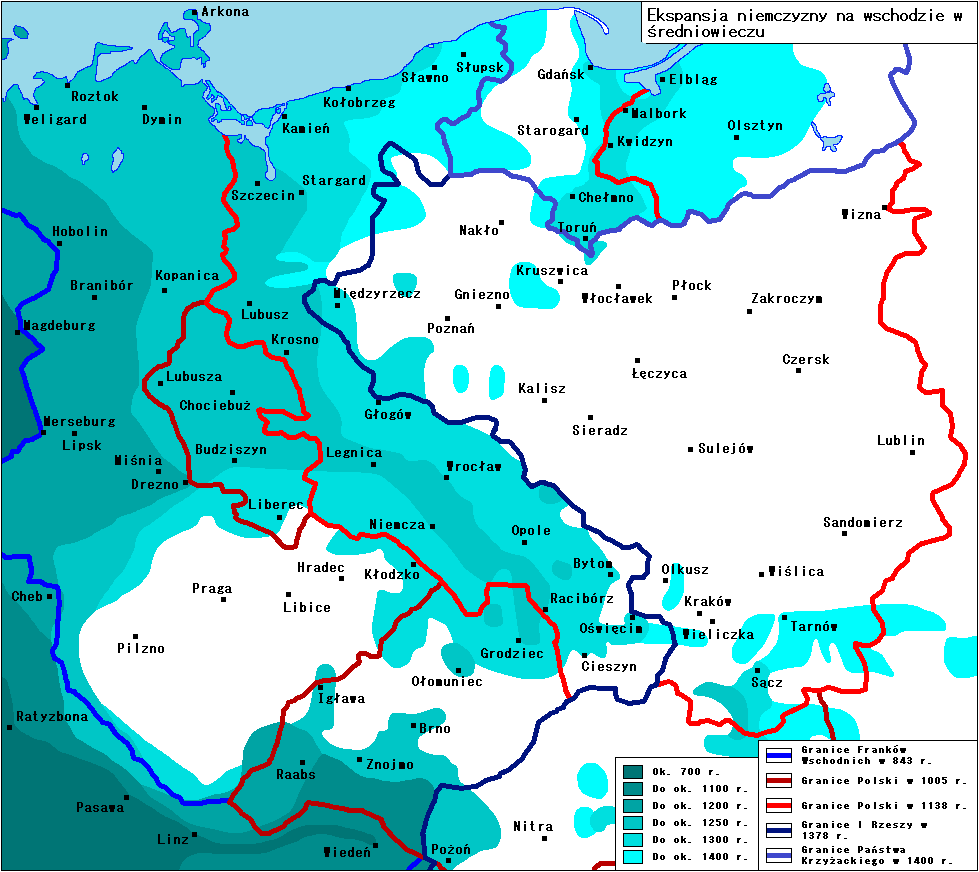
Osadnictwo i podboje niemieckie na wschodzie do 1400. Wilamowianie są pozostałością tej kolonizacji w Małopolsce

Etnogeneza Wilamowian wiąże się z kolonizacją na prawie niemieckim w XIII wieku. Pierwsza pisemna wzmianka o Wilamowicach pochodzi z 1325, miejscowość została wtedy określona jako Novovillamowicz w odróżnieniu od Antiquo Willamowicz – dzisiejszej Starej Wsi, skąd przenieśli się pierwsi osadnicy. Początkowo była to część bielsko-bialskiej wyspy językowej, która w swoim pierwotnym kształcie obejmowała kilkadziesiąt miejscowości na terenie księstwa cieszyńskiego i księstwa oświęcimskiego. W kolejnych stuleciach doszło jednak do stopniowej polonizacji szeregu z nich, w tym Starej Wsi czy Pisarzowic, co doprowadziło do ukształtowania się Wilamowic jako zupełnej enklawy, rozwijającej się niezależnie od wsi w ścisłym sąsiedztwie Bielska i Białej. Podczas gdy tam w XIX wieku upowszechniła się niemiecka tożsamość narodowa, a lokalną mowę postrzegano jako „chłopski” (päuersch) dialekt niemiecki, Wilamowianie silnie podkreślali swoją odrębność, a ważnym elementem tożsamości było przywiązanie do państwowości austro-węgierskiej. Na ukształtowanie się odrębnej grupy etnicznej silny wpływ miała powszechna aż do czasów II wojny światowej endogamia. W 1880 etnolektem wilamowskim posługiwało się 92% mieszkańców miasteczka (1525 osób), w 1890 – 72% (1271 osób), w 1900 – 67% (1152 osób), a w 1910 – 73% (1300 osób). Jako że Wilamowice wchodziły w tym czasie w skład Galicji, językiem administracji, szkolnictwa i kościoła stał się język polski, co sprzyjało procesom polonizacyjnym. Równolegle obecny był jednak w życiu mieszkańców standardowy język niemiecki (w 1912 powstała obok polskiej również niemiecka szkoła podstawowa), powszechna była trójjęzyczność: wilamowski w życiu codziennym, polski i niemiecki w obiegu oficjalnym oraz kontakcie z obcymi. W spisach powszechnych w okresie międzywojennych narodowości niemieckiej w Wilamowicach – inaczej niż w gminach przyległych do Bielska i Białej – niemal nie deklarowano: w 1921 uczyniło tak dwadzieścia jeden osób, a w 1930 jedynie trzy. Jednak podczas drugiej wojny światowej około trzy czwarte mieszkańców miasteczka zostało przypisanych do jednej z kategorii Deutsche Volksliste.

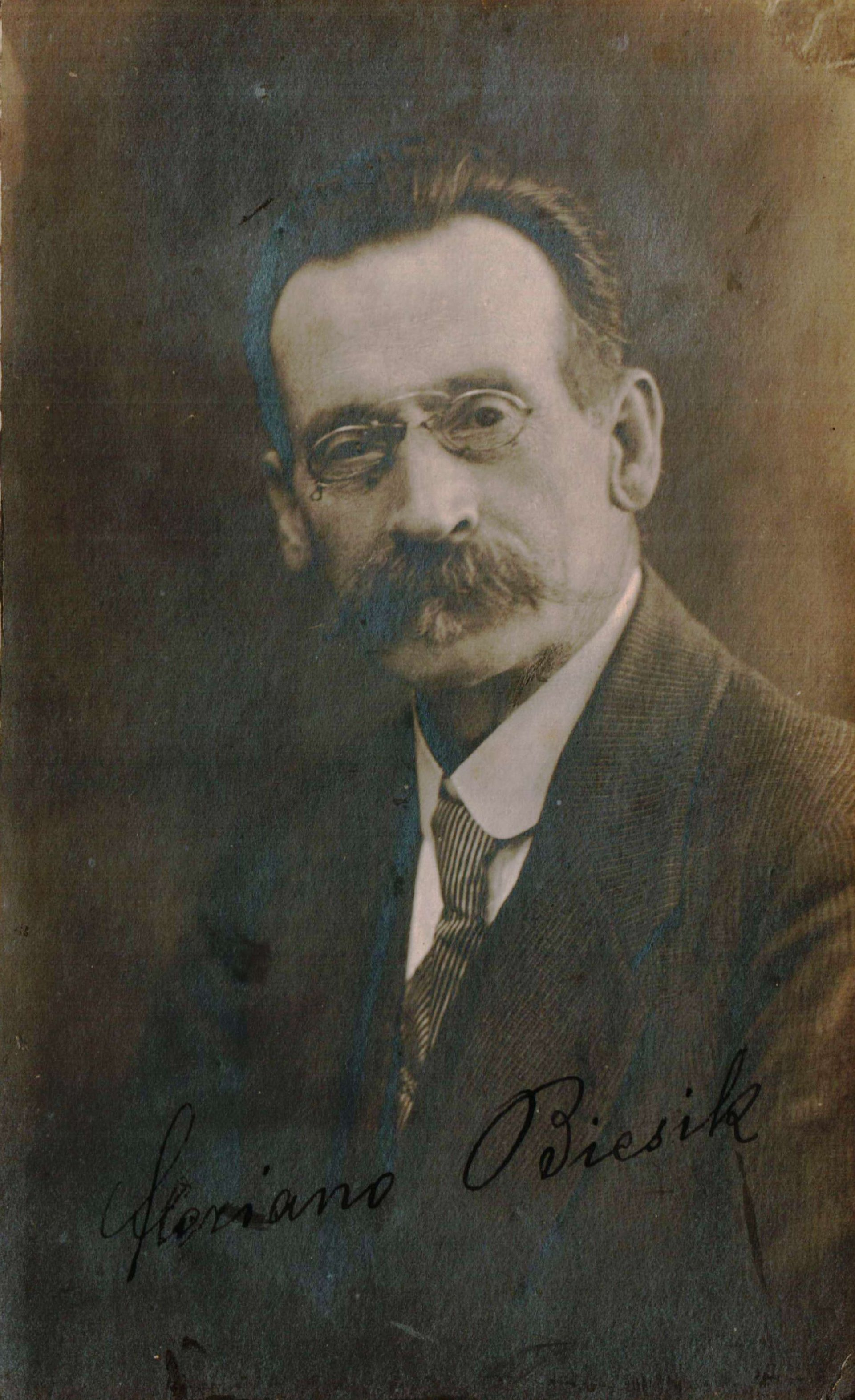
Florian Biesik

Wilamowski funkcjonował przez wieki przede wszystkim w mowie i rzadko był zapisywany. Początki literatury wilamowskiej łączą się z postacią Floriana Biesika (1850–1926), który dużą część życia spędził w Trieście i tam na emeryturze (począwszy od 1913) zaczął tworzyć teksty poetyckie po wilamowsku. Znanych jest kilkanaście utworów, część z nich została opublikowana przez Heinricha Andersa w 1933 jako zbiór Gedichte von Florian Biesik in der Mundart von Wilamowice, część dopiero po odnalezieniu oryginalnego rękopisu przez Tomasza Wicherkiewicza w 1989. W szczególności wyróżnia się liczący 2104 wersów poemat Uf jer wełt (Na tamtym świecie) wzorowany na Boskiej komedii Dantego. Na potrzeby swoch tekstów Biesik opracował własną pisownię korzystającą ze znaków polskiego alfabetu, lepiej według niego odpowiadających wymowie wilamowskiej niż ortografia niemiecka. Stworzenie literackiej postaci języka wilamowskiego było ambicją otwarcie artykułowaną przez Biesika, mocno podkreślającego etniczną i językową odrębność Wilamowian.

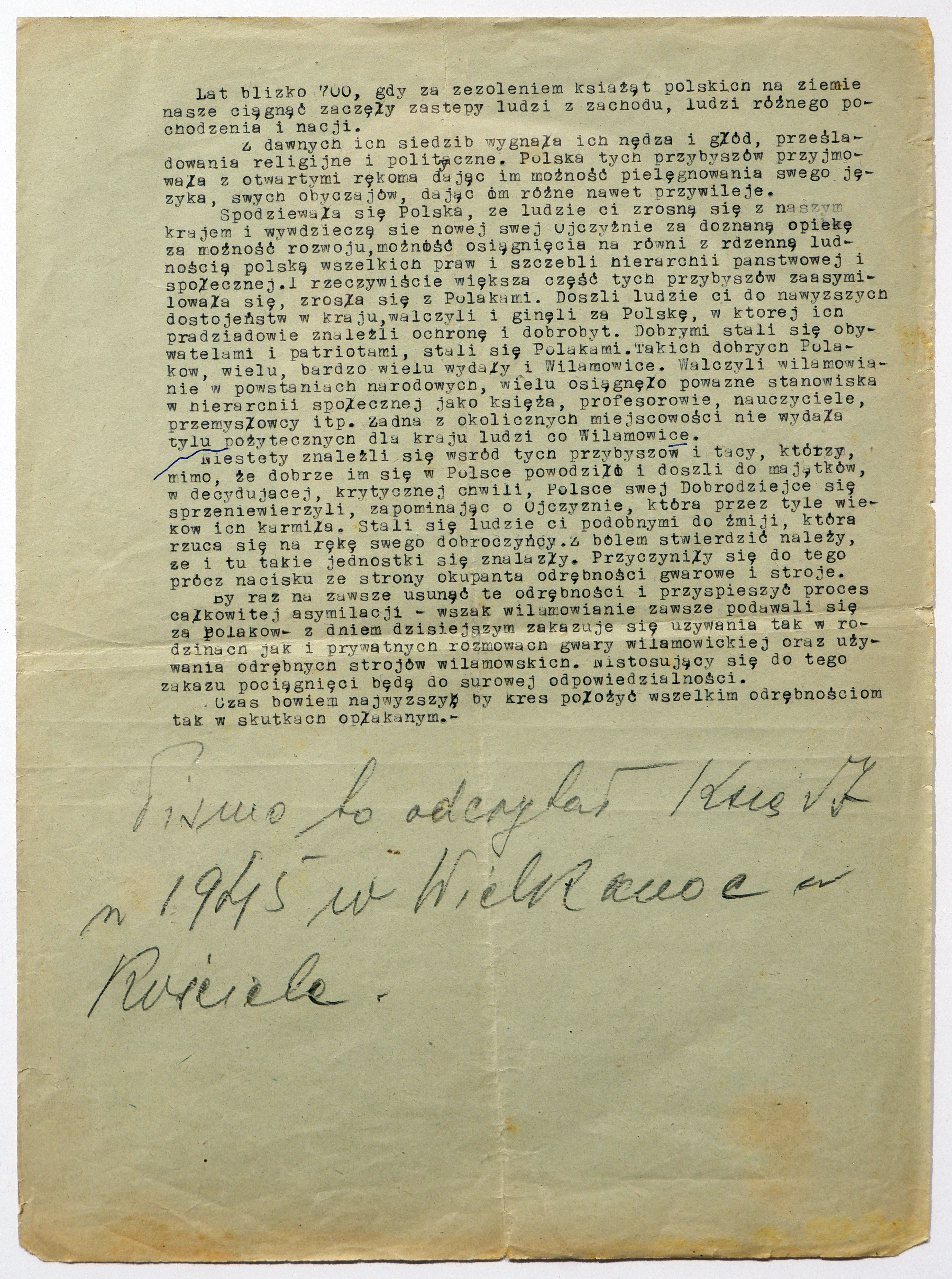
Tekst zakazu używania języka wilamowskiego i noszenia strojów wilamowskich, jaki miał zostać odczytany w kwietniu 1945 w miejscowym kościele

Kres powszechnemu użyciu języka wilamowskiego przyniosły represje wobec Wilamowian po II wojnie światowej. Pod pretekstem oskarżeń o kolaborację („podpisanie folkslisty”) wiele rodzin zostało wyrzuconych ze swoich gospodarstw i domostw przez mieszkańców okolicznych, etnicznie polskich wsi za przyzwoleniem miejscowych władz, kilkadziesiąt osób zesłano na roboty przymusowe do ZSRR, inni trafili do obozów pracy na terenie Polski i więzień polskiej bezpieki, dochodziło do licznych aktów przemocy. Używanie języka zostało w 1945 wprost zakazane. Często przytacza się w tym kontekście opowieść o odczytaniu w kościele na Wielkanoc roku 1945 następującego komunikatu: By raz na zawsze usunąć odrębności i przyśpieszyć proces całkowitej asymilacji – wszak wilamowianie zawsze podawali się za Polaków – z dniem dzisiejszym zakazuje się używania tak w rodzinach, jak i prywatnych rozmowach, gwary wilamowskiej oraz używania odrębnych strojów wilamowskich. Mimo że zakaz przestał po kilku latach obowiązywać (najprawdopodobniej w 1950), powojenne prześladowania pozostawiły traumę, która doprowadziła do zaniku międzypokoleniowego przekazu języka. Stosunek do wilamowszczyzny po 1945 badacze ilustrują w ten sposób: W dekadach powojennych język i jego używanie były dla starszych przypomnieniem dawnej traumy, dla średniego pokolenia wyśmiewaną oznaką niepożądanej odmienności, a dla wnuków niezrozumiałym symbolem przestarzałej „dziadkowości”. Gdy w latach 80. i 90. XX wieku wzrosło zainteresowanie naukowe i medialne Wilamowicami, lokalna mowa była postrzegana jako nieuchronnie skazana na wymarcie. W 2003 szacowano liczbę jej użytkowników na około stu, spośród nich wszyscy mieli powyżej 60 lat (ponadto wilamowskim w pewnym stopniu władało dwóch czterdziestolatków wychowywanych przez wilamowskojęzyczne babcie).

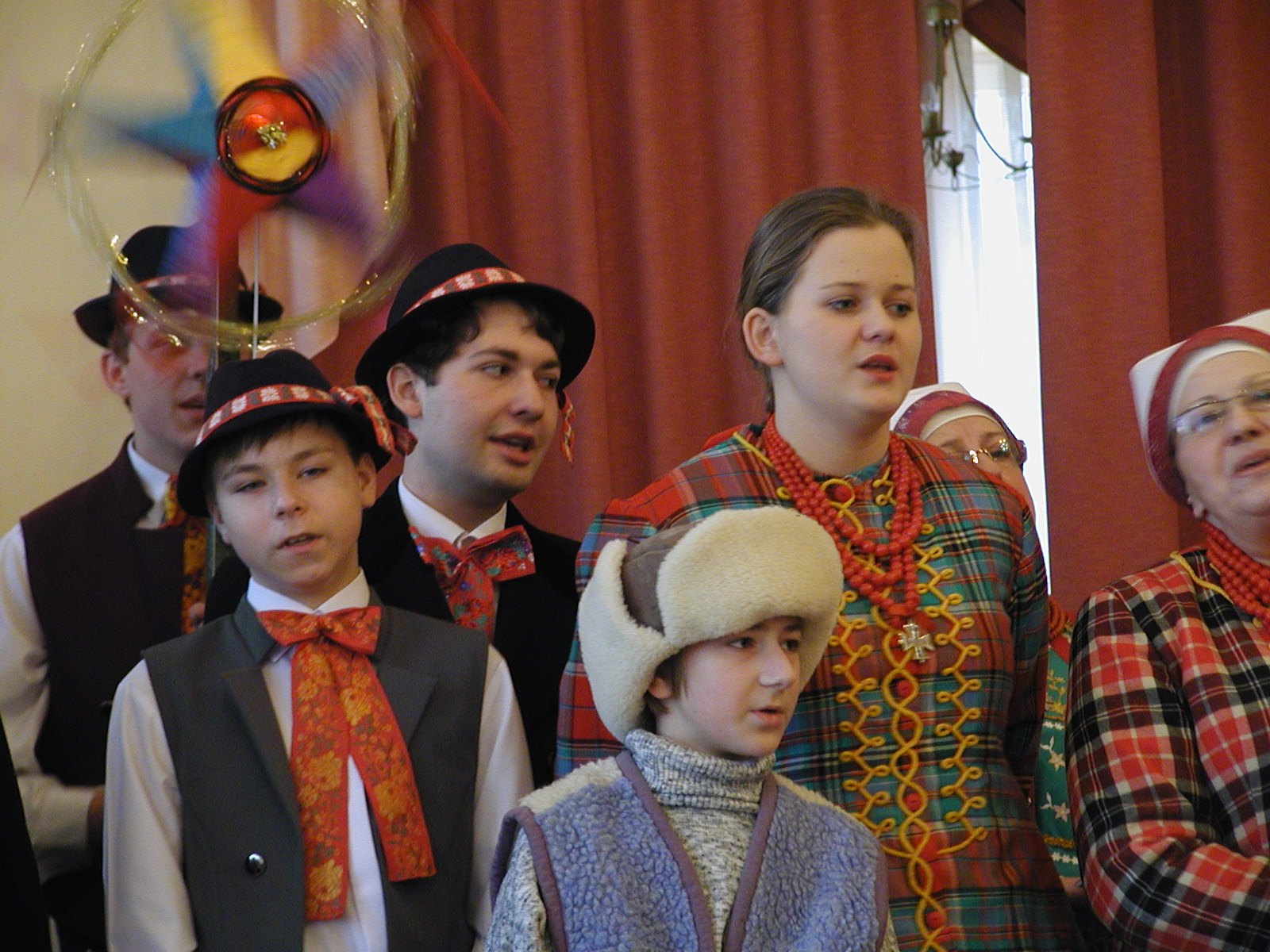
Tymoteusz Król i Justyna Majerska-Sznajder w stroju wilamowskim (2012)

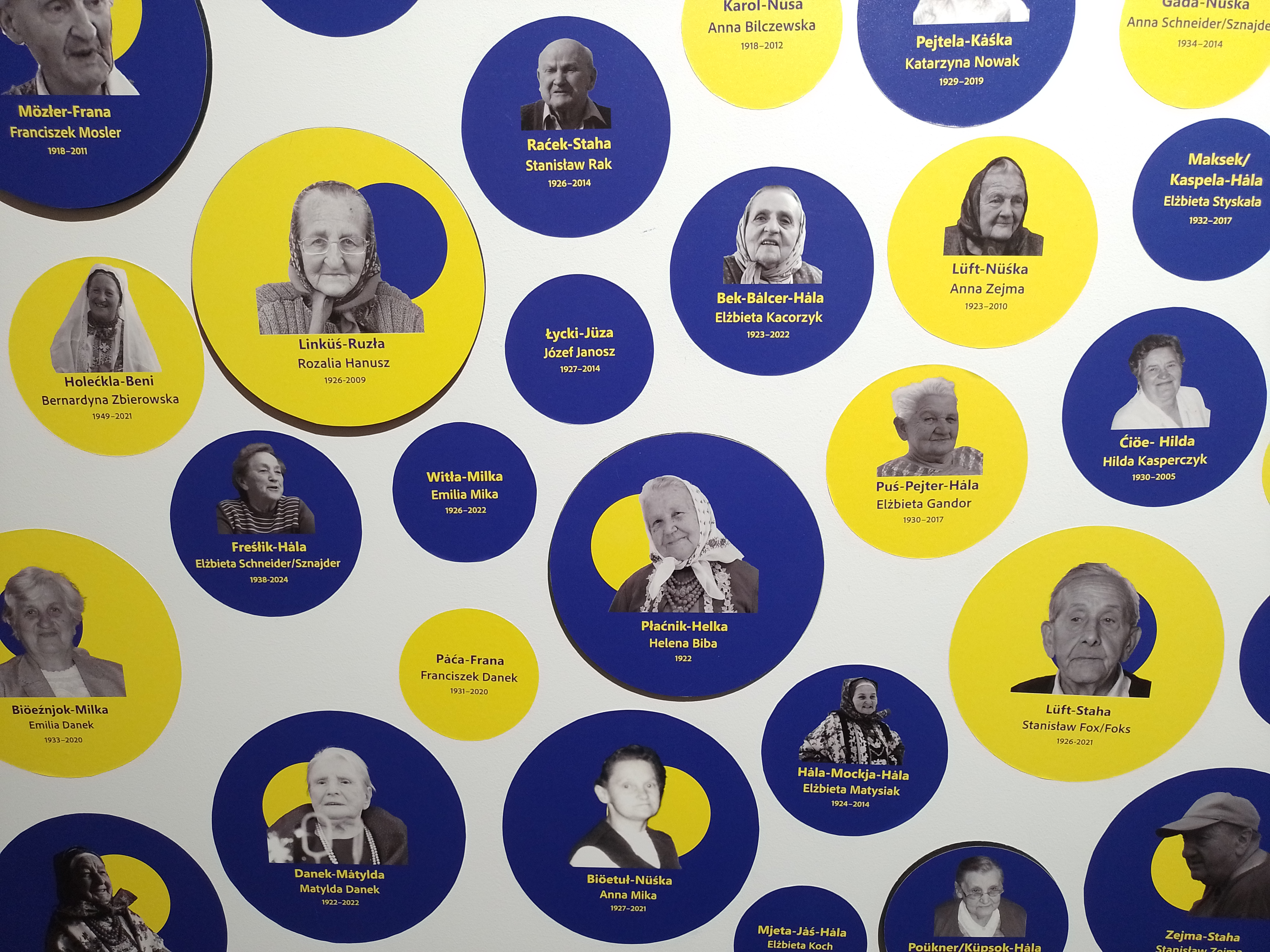
Fragment ekspozycji Muzeum Kultury Wilamowskiej z nazwiskami i fotografiami rodzimych użytkowników wilamowskiego współpracujących na początku XXI wieku z rewitalizatorami

Zanik języka wilamowskiego został zahamowany w związku z działaniami rewitalizacyjnymi podejmowanymi od początku XXI wieku. Szczególną rolę odgrywa w nich Tymoteusz Król (* 1993, publicznie używa również wilamowskiego imienia i przydomka: Tiöma fum Dökter), który nauczył się języka w dzieciństwie od swojej sąsiadki-opiekunki i już we wczesnym wieku poświęcił się nagrywaniu rodzimych użytkowników oraz popularyzacji wiedzy o języku, a dziś kontynuuje tę działalność jako profesjonalny etnolog i czołowy lokalny aktywista. W 2004 zorganizowane zostały pierwsze lekcje języka wilamowskiego dla dzieci, które prowadził Józef Gara (1929–2013), będący również pierwszym po latach autorem wilamowskiej poezji. Gara opracował też słownik i współpracował w latach 2012–2013 ze stowarzyszeniem Wikimedia Polska przy dokumentacji wymowy wilamowskiej.
Język wilamowski zaczął pojawiać się w przestrzeni publicznej miasteczka (w 2011 ustawiono dwujęzyczne witacze, a w 2016 powstała trasa turystyczna oznaczona tablicami z informacjami po polsku, angielsku i wilamowsku) oraz w internecie, w szczególności w mediach społecznościowych. W drugiej dekadzie XXI wieku ukazało się szereg publikacji po wilamowsku, m.in. poemat S'ława fum Wilhelm autorstwa Tymoteusza Króla  (2011), elementarz Wymysiöejer fibl opracowany przez Justynę Majerską-Sznajder (2014), podręcznik dla dzieci Heći Peći autorstwa Tymoteusza Króla, Justyny Majerskiej-Sznajder i Tomasza Wicherkiewicza (2016), rozmówki polsko-wilamowskie Kuzwer. Frewer. Łahwer. Ym Wymysiöeryśa przygotowane przez Tymoteusza Króla i Justynę Majerską-Sznajder (2018) oraz tłumaczenie Małego Księcia (Der Kliny Fjyśt) autorstwa Tymoteusza Króla i Joanny Maryniak (2019). Od 2013 rewitalizację języka wilamowskiego wspiera poprzez projekty grantowe Wydział „Artes Liberales” Uniwersytetu Warszawskiego, na miejscu z kolei najważniejszą organizacją zaangażowaną w te działania jest istniejące od 2000 Stowarzyszenie Na Rzecz Zachowania Dziedzictwa Kulturowego Miasta Wilamowice „Wilamowianie”. W lipcu 2024 w nowowybudowanym obiekcie przy ulicy Więźniów Oświęcimia otwarto Muzeum Kultury Wilamowskiej (Müzeum fu Wymysiöejer Kultür), w którym wszystkie opisy ekspozycji oraz napisy użytkowe są dwujęzyczne wilamowsko-polskie. W tym samym roku ukazał się podręcznik do nauki wilamowskiego dla dorosłych autorstwa Pawła Szutowa.
W 2016 liczbę rodzimych użytkowników wilamowszczyzny szacowano na 25, a na 350 liczbę osób znających ten język biernie. Efektem działań rewitalizacyjnych jest pojawienie się w ostatnim czasie tzw. nowomówców (new speakers) – młodych osób, które podjęły się nauki języka przodków. Niemniej wilamowski pozostaje językiem klasyfikowanym przez UNESCO jako „poważnie zagrożony wymarciem” (severely endangered), a według niektórych opracowań wręcz jako „wymierający” (dying) czy „niemal wymarły” (nearly extinct). W spisie powszechnym 2021 posługiwanie się nim w kontaktach domowych zadeklarowało 10 osób. Od 2015 podejmowane są próby nadania wilamowskiemu statusu języka regionalnego w rozumieniu ustawy z dnia 6 stycznia 2005 r. o mniejszościach narodowych i etnicznych oraz o języku regionalnym, pozostają one jednak bezskuteczne.

## Fonetyka

### Samogłoski[70]
|                    | Przednie | Przednie | Centralne | Tylne |
| ------------------ | -------- | -------- | --------- | ----- |
| Przymknięte        | i        | y        | ɨ         | u     |
| Prawie przymknięte | ɪ        | ʏ        |           |       |
| Średnie            | e        | ø        |           | ɔ     |
| Otwarte            |          |          | a         | ɑ     |

|                    | Przednie | Przednie | Tylne |
| ------------------ | -------- | -------- | ----- |
| Przymknięte        | i̯ø       | ʏ̯ø       |       |
| Prawie przymknięte | ɪ̯ɘ̟       | eɪ       |       |
| Półotwarte         |          | øə       | ɔʏ    |
| Otwarte            |          | aɪ       |       |

### Spółgłoski[71]
|                    | Dwuwargowe | Wargowo-zębowe | Dziąsłowe | Zadziąsłowe | Podniebienne | Dziąsłowo-podniebienne | Miękkopodniebienne | Krtaniowe |
| ------------------ | ---------- | -------------- | --------- | ----------- | ------------ | ---------------------- | ------------------ | --------- |
| zwarte             | p b        |                | t d       |             |              | c ɟ                    | k ɡ                |           |
| nosowe             | m          |                | n         |             |              | ɲ̟                      | ŋ                  |           |
| szczelinowe        |            | f v            | s z       | ʃ ʒ         | (ç)          | ɕ ʑ                    | x                  | h         |
| zwarto-szczelinowe |            |                | t͡s d͡z     | tʃ dʒ       |              | t͡ɕ d͡ʑ                  |                    |           |
| półotwarte         | w          |                | r         |             | j            |                        |                    |           |
| boczne             |            |                | l         |             |              |                        |                    |           |

## Alfabet
W ostatnich latach Józef Gara opracował odrębny alfabet języku  wilamowskiego, składający się z 34 liter wywodzących się z alfabetu łacińskiego i w większości opartych również na języku polskim:
| Wielkie litery           | Wielkie litery | Wielkie litery | Wielkie litery | Wielkie litery | Wielkie litery | Wielkie litery | Wielkie litery | Wielkie litery | Wielkie litery | Wielkie litery | Wielkie litery | Wielkie litery | Wielkie litery | Wielkie litery | Wielkie litery | Wielkie litery | Wielkie litery | Wielkie litery | Wielkie litery | Wielkie litery | Wielkie litery | Wielkie litery | Wielkie litery | Wielkie litery | Wielkie litery | Wielkie litery | Wielkie litery | Wielkie litery | Wielkie litery | Wielkie litery | Wielkie litery | Wielkie litery | Wielkie litery | Wielkie litery |
| ------------------------ | -------------- | -------------- | -------------- | -------------- | -------------- | -------------- | -------------- | -------------- | -------------- | -------------- | -------------- | -------------- | -------------- | -------------- | -------------- | -------------- | -------------- | -------------- | -------------- | -------------- | -------------- | -------------- | -------------- | -------------- | -------------- | -------------- | -------------- | -------------- | -------------- | -------------- | -------------- | -------------- | -------------- | -------------- |
| A                        | Ȧ              | AO             | B              | C              | Ć              | D              | E              | F              | G              | H              | I              | J              | K              | L              | Ł              | M              | N              | Ń              | O              | Ö              | P              | Q              | R              | S              | Ś              | T              | U              | Ü              | V              | W              | Y              | Z              | Ź              | Ż              |
| Małe Litery              |                |                |                |                |                |                |                |                |                |                |                |                |                |                |                |                |                |                |                |                |                |                |                |                |                |                |                |                |                |                |                |                |                |                |
| a                        | ȧ              | ao             | b              | c              | ć              | d              | e              | f              | g              | h              | i              | j              | k              | l              | ł              | m              | n              | ń              | o              | ö              | p              | q              | r              | s              | ś              | t              | u              | ü              | v              | w              | y              | z              | ź              | ż              |
| Korelacja z wymową (IPA) |                |                |                |                |                |                |                |                |                |                |                |                |                |                |                |                |                |                |                |                |                |                |                |                |                |                |                |                |                |                |                |                |                |                |
| ɑ                        | a              | a              | b              | ʦ              | ʨ              | d              | e              | f              | g              | h/x/ç          | i/ɪ            | j              | k              | l              | w              | m              | n              | ɲ̟              | ɔ              | ø              | p              | k              | r              | s              | ɕ              | t              | u              | y/ʏ            | f              | f/v            | ɨ              | z              | ʒ              | ʑ              |

## Przykładowe teksty

### PoematUf jer wełt
Pierwszych dwanaście wersów poematu w zapisie oryginalnym na podstawie rękopisu Floriana Biesika, zgodnie ze współczesną ortografią (ustandaryzowaną przez Tymoteusza Króla), oraz w tłumaczeniu polskim umieszczonym w serwisie Dziedzictwo językowe Rzeczypospolitej.
| Zapis oryginalny Floriana Biesika (Óf jer wełt) | Zapis zgodnie ze współczesną ortografią (Uf jer wełt) | Tłumaczenie polskie |
| --- | --- | --- |
| Fylón yr wełt an ganc ałłán ząs ych óm mjer óf hóhym śtán. Der mond kąm raus hyndróm gybjég, szłyfyt myjch áj, wi s kynt yr wig. Dą hjéch płączyn a klin szyffła, s kymt mer nynder, s śtyjt a byssła ana ych zaa dróf a gyśtałt, ych kynnt ny zoon woos junk, woos ałt. A eńnylśtym zoot yt cumer dyjch cy rytta foo ych cunder, szłyfsty do áj, fąłłst náj ys mjer, dy zynda wjest bissa goo szwjer. | Felün yr wełt ȧn ganc ȧłȧn zos yh ym mjer uf huhum śtȧn. Der mönd kom roüs hyndrum gybjyg, śłyfyt mejh ȧj, wi s’kynd yr wig. Do hjy’h płoćyn ȧ klin śyfła, s’kymt mer nynder, s’śtejt ȧ bysła ȧna yh za druf ȧ gyśtałt, yh kynd ny ziöen, wos jung, wos ołd. ȧ englśtym ziöet yt cünmer: dejh cy ryta fiöe yh cünder, śłyfsty dö ȧj, fołst nȧj ys mjer, dy zynda wjest bisa giöe śwjer. | Zgubiony w świecie i całkiem sam usiadłem nad morzem na wysokim kamieniu. Księżyc wzeszedł za górą, usypia mnie, jak dziecko w kołysce. Tam słyszę plusk małej łódki podpływa bliżej mnie, zatrzymuje się, a ja widzę nań kształt, nie umiem rzec – młody czy stary. Anielski głos rzecze teraz do mnie: zjechałam, by cię ratować zaśniesz, wpadniesz do morza, pokuta za grzechy będzie całkiem ciężka. |

### Mały Książę(Der Kliny Fjyśt)
Początek pierwszego rozdziału Małego Księcia w tłumaczeniu Tymoteusza Króla i Joanny Maryniak (2019) i porównanie z wersją niemiecką (Ulrich Bossier, 2016) oraz polską (Agata Kozak, 2021).
| Wilamowski | Niemiecki | Polski |
| --- | --- | --- |
| Wi'h hot zȧhs jür, zoh yh ȧmöł ȧ wunderśejn obrozła y ȧm bihła fum Ürpuś, wo his „Ejwerławty kistiöeryja”. S'śtełt ȧ boȧyter für, wo zy śłung ȧ roüpfi. Dos ej ȧ kopi fum obrozła: Ym bihła ziöet mȧ: „Dy boȧytyn śłyngja jyr öpfer uf ȧmöł, ony koüyn. Nöhta kyna zi zih mej ny rjyn ȧn zy śłöfa diöh zȧhs mönda ȧn cjen”. Derzȧnk kom's mer hefa fun wundermjera ym rȧnpuś ȧj, merhołw derkom yh cy dam, myt ȧm fiöerwikja blȧjśtift, mȧj jyśt obrozła ufcymöła. Mȧj obrozła numer 1 śoüt ȧzu oüs: | Als ich sechs war, sah ich einmal ein wunderschönes Bild in einem Buch über den Urwald, das Wahre Geschichten aus der Natur hieß: eine Boa, die gerade ein Raubtier verschlingt. Ich habe das Bild oben nachgezeichnet. Im Buch wurde erläutert: »Boas verschlingen ihre Beute ganz, ohne sie zu zerkauen. Anschließend können sie sich nicht mehr bewegen und müssen sechs Monate Verdauungsschlaf halten.« Ich habe daraufhin viel nachgedacht über die spannenden Dinge, die im Dschungel passieren. Irgendwann gab ich mich dann selbst ans Zeichnen. Ich griff mir einen Buntstift und hatte bald mein erstes Bild fertig. Meine Zeichnung Nr. 1. Sie sah so aus: | Kiedy miałem sześć lat, zobaczyłem pewnego razu wspaniały obrazek w książce o dżungli zatytułowanej Historie prawǳiwe. Przedstawiał węża boa połykającego lwa. Oto kopia tego rysunku: W książce tej napisano: „Węże boa połykają zdobycz w całości, bez przeżuwania. Potem nie mogą się ruszyć i zapadają w półroczny sen, w czasie którego trawią”. Odtąd sporo rozmyślałem o przygodach w dżungli, aż w końcu udało mi się nakreślić kredką mój pierwszy rysunek. To był mój rysunek numer 1. Wyglądał tak: |

### Podstawowe zwroty
Wybrane podstawowe zwroty, wersja wilamowska zaczerpnięta z rozmówek Kuzwer. Frewer. Łahwer. Ym Wymysiöeryśa (Tymoteusz Król i Justyna Majerska-Sznajder, 2018).
| Wilamowski                            | Niemiecki                           | Polski                         |
| ------------------------------------- | ----------------------------------- | ------------------------------ |
| yhy bej                               | ich bin                             | ja jestem                      |
| dü byst                               | du bist                             | ty jesteś                      |
| har / zej / ejs ej                    | er / sie / es ist                   | on / ona / ono jest            |
| wjyr zȧjn                             | wir sind                            | my jesteśmy                    |
| jyr zȧjt                              | ihr seid                            | wy jesteście                   |
| zej zȧjn                              | sie sind                            | oni / one są                   |
| ju                                    | ja                                  | tak                            |
| nȧ                                    | nein                                | nie                            |
| güt                                   | gut                                 | dobrze                         |
| śłȧht                                 | schlecht                            | źle                            |
| güter mygja güter mytag güter nömytag | guten Morgen guten Tag              | dzień dobry                    |
| skiöe                                 | hallo                               | cześć                          |
| güc noma                              | auf Wiedersehen                     | do widzenia                    |
| güty naht                             | gute Nacht                          | dobranoc                       |
| göt bycoł dy'ś                        | danke (vergelt's Gott)              | dziekuję (Bóg zapłać)          |
| fercaj(t)                             | Entschuldigung Verzeihung           | przepraszam                    |
| yh hȧs...                             | ich heiße...                        | nazywam się...                 |
| yh wȧ ny                              | ich weiß nicht                      | nie wiem                       |
| yh ho dih gan                         | ich liebe dich (ich hab' dich gern) | kocham cię                     |
| ȧs                                    | eins                                | jeden                          |
| cwe                                   | zwei                                | dwa                            |
| drȧj                                  | drei                                | trzy                           |
| wi kuzt zih dos wymysiöeryś?          | wie sagt man das auf Wilmesaurisch? | jak to się mówi po wilamowsku? |
| yh ho ahca jür                        | ich bin achtzehn (Jahre alt)        | mam osiemnaście lat            |

### Wilamowski w przestrzeni publicznej

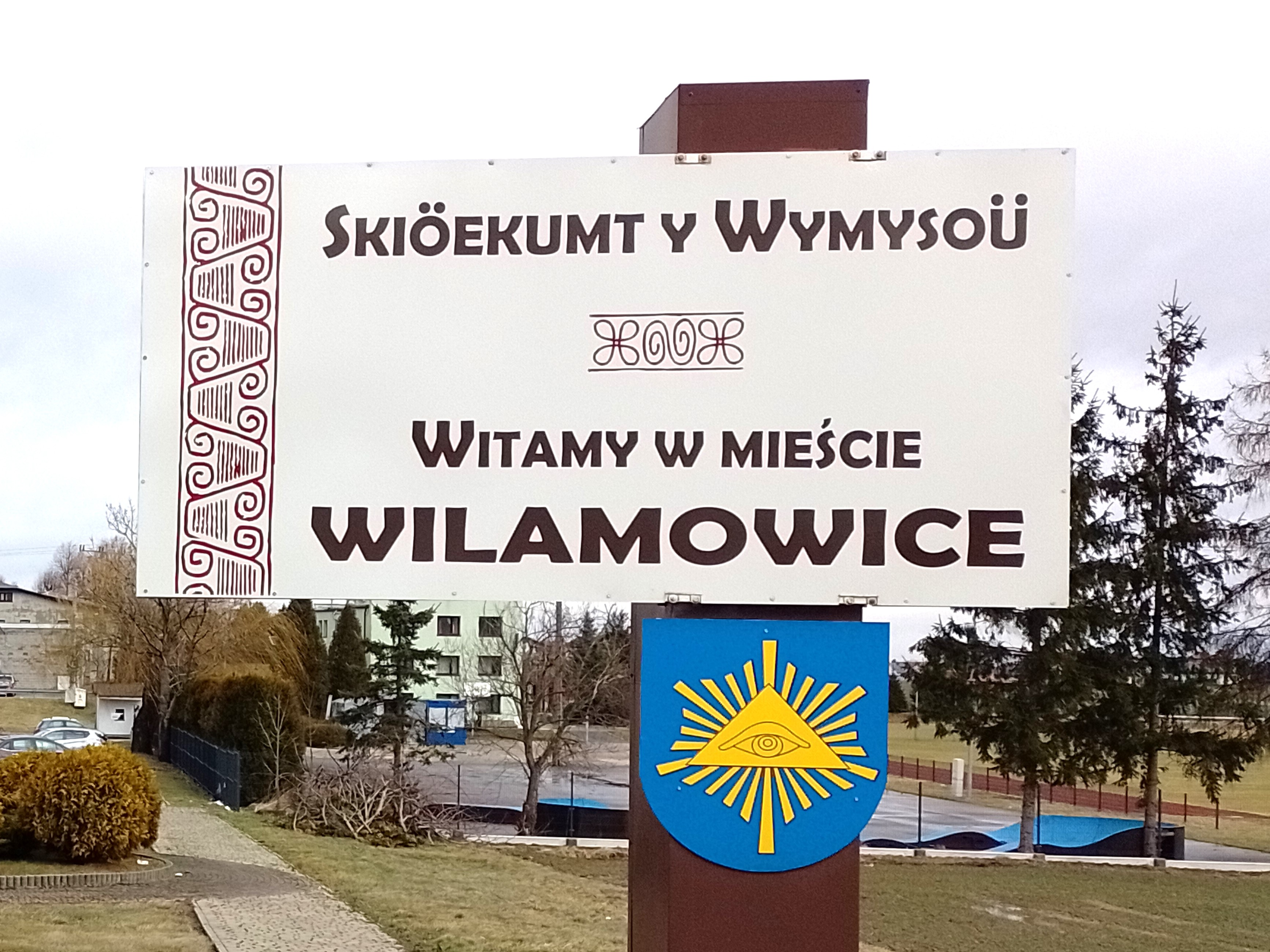
Dwujęzyczny witacz
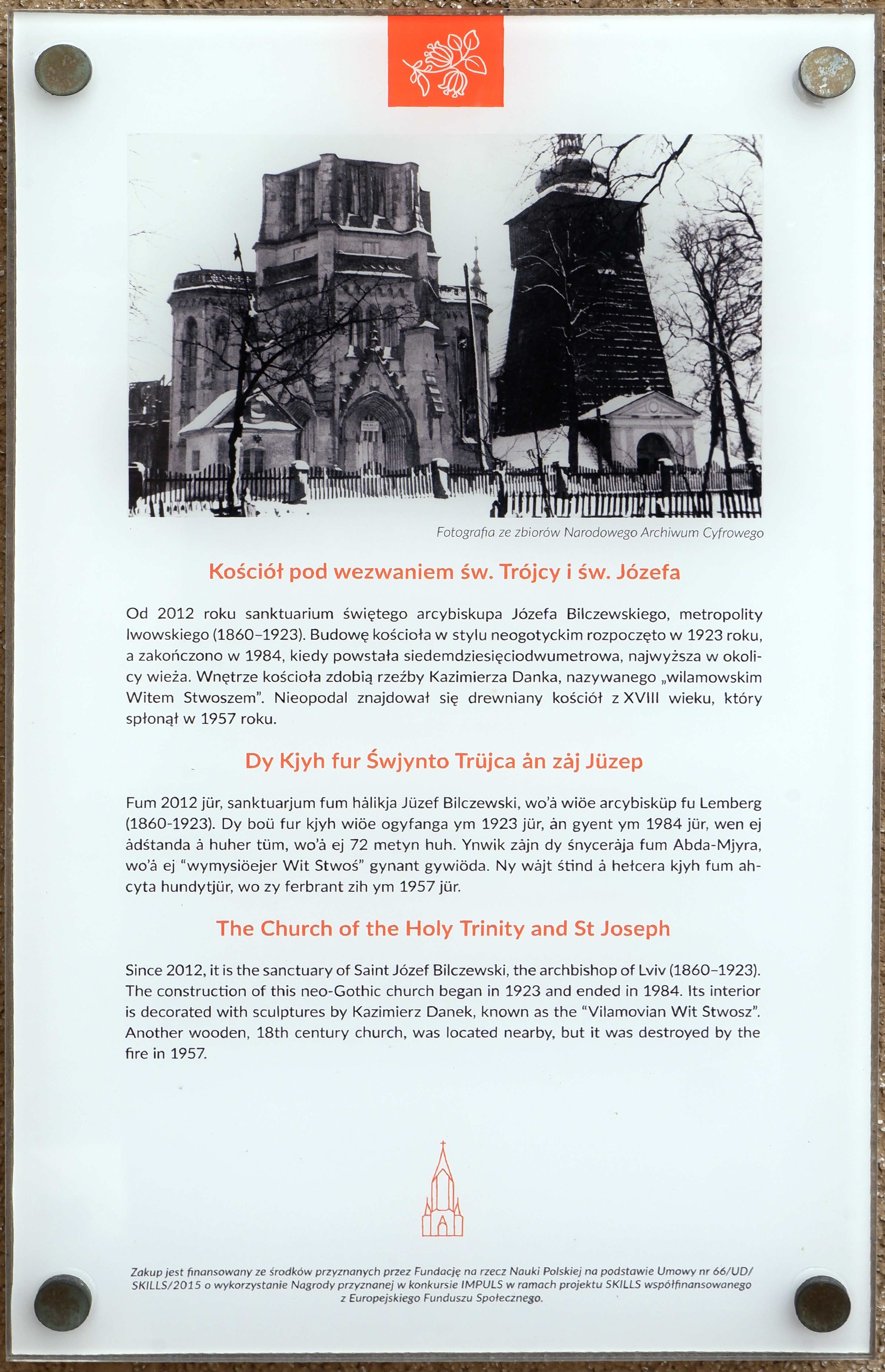
Tablica informacyjna o kościele w Wilamowicach
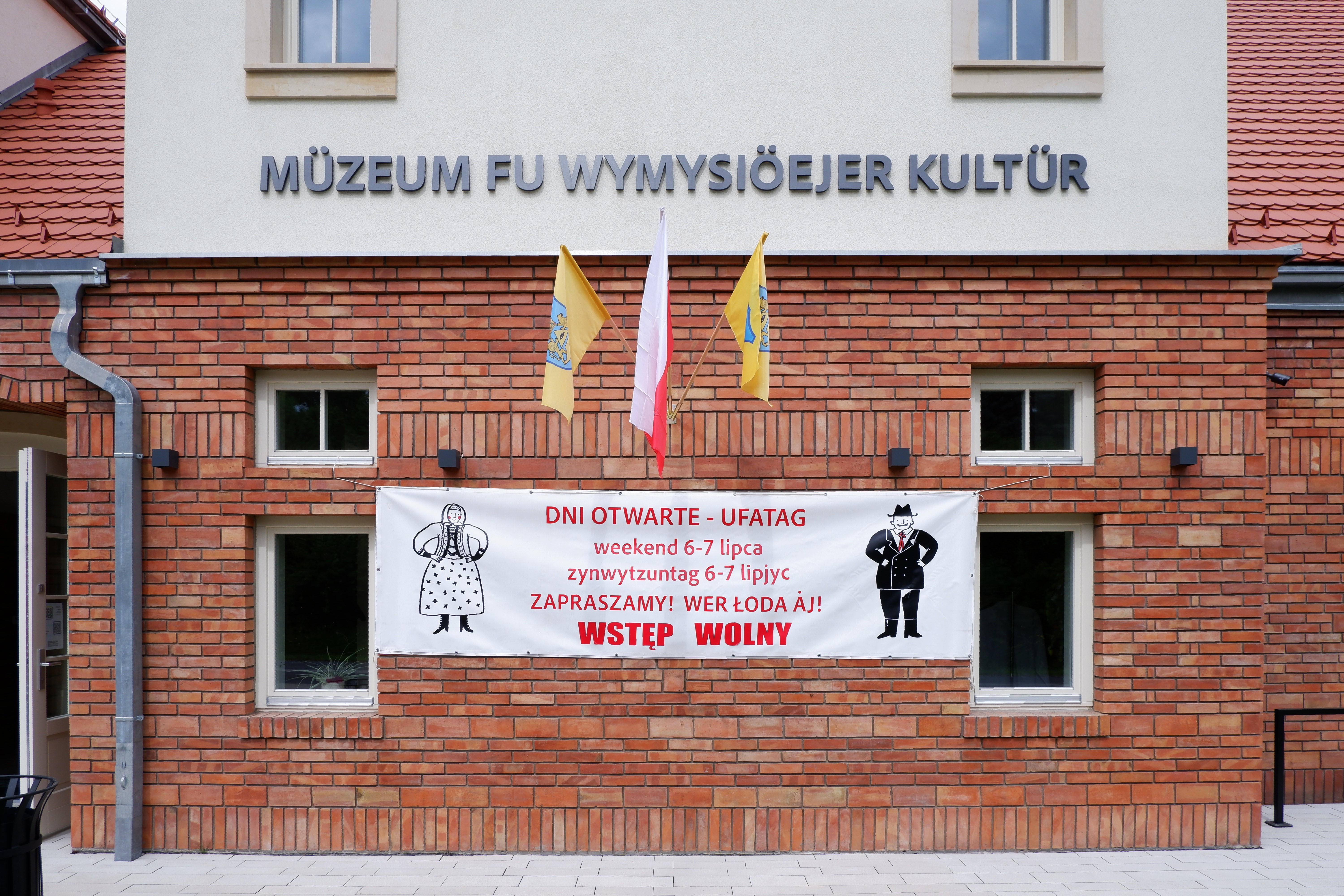
Szyld Muzeum Kultury Wilamowskiej i dwujęzyczne zaproszenie na jego dni otwarte (2024)
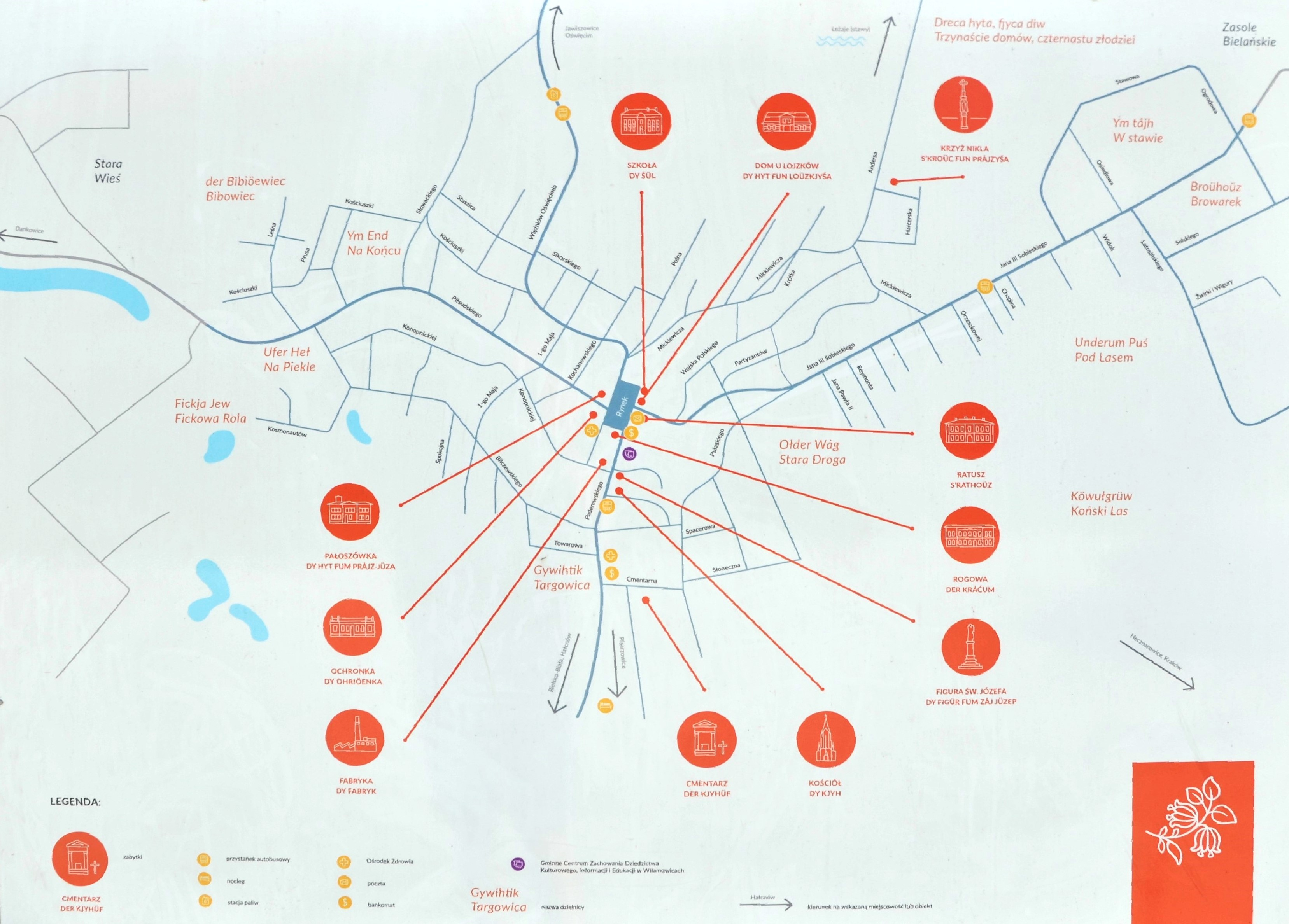
Mapa z wilamowskimi nazwami miejscowymi
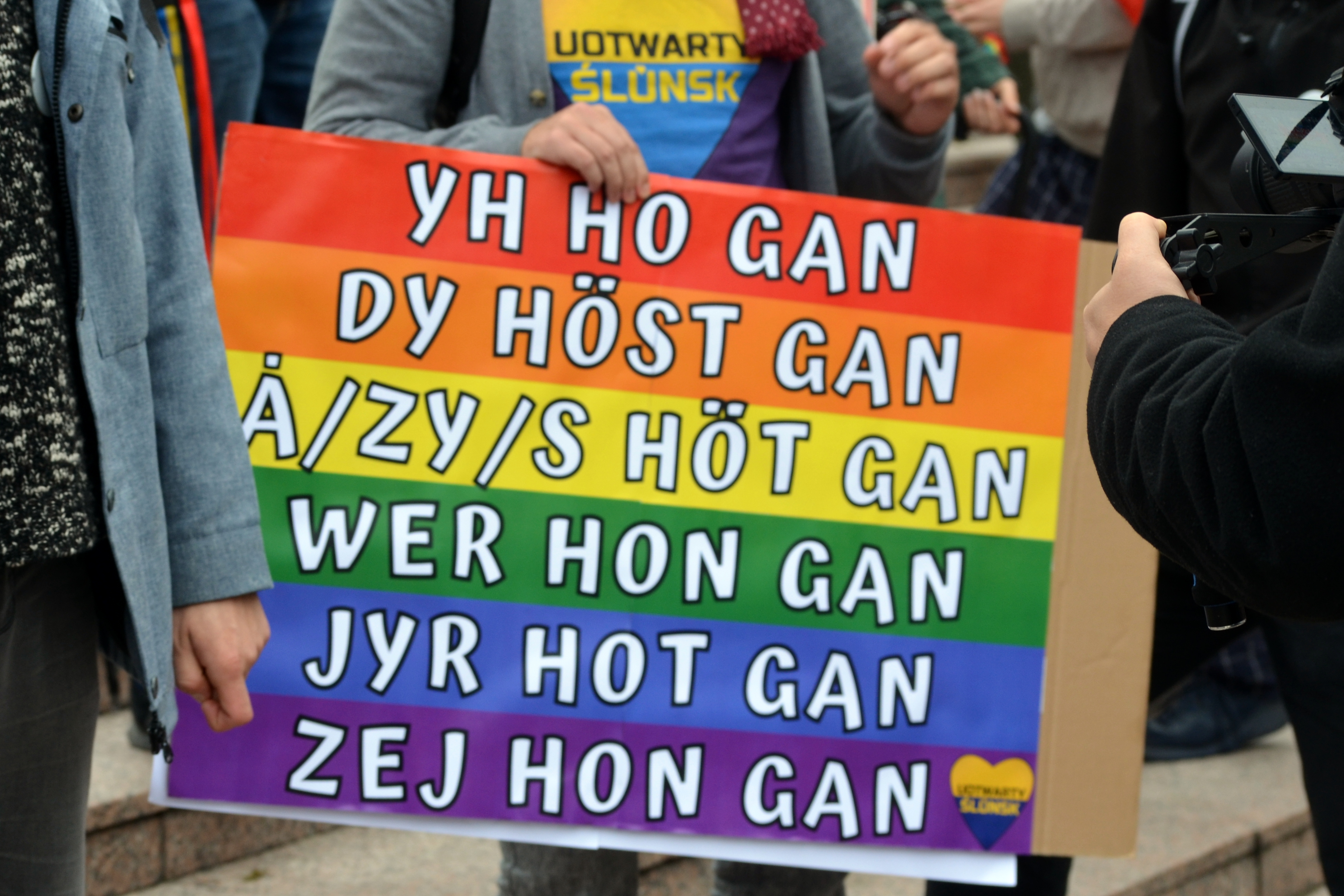
Odmiana słowa kochać po wilamowsku, Marsz Równości w Bielsku-Białej 2021
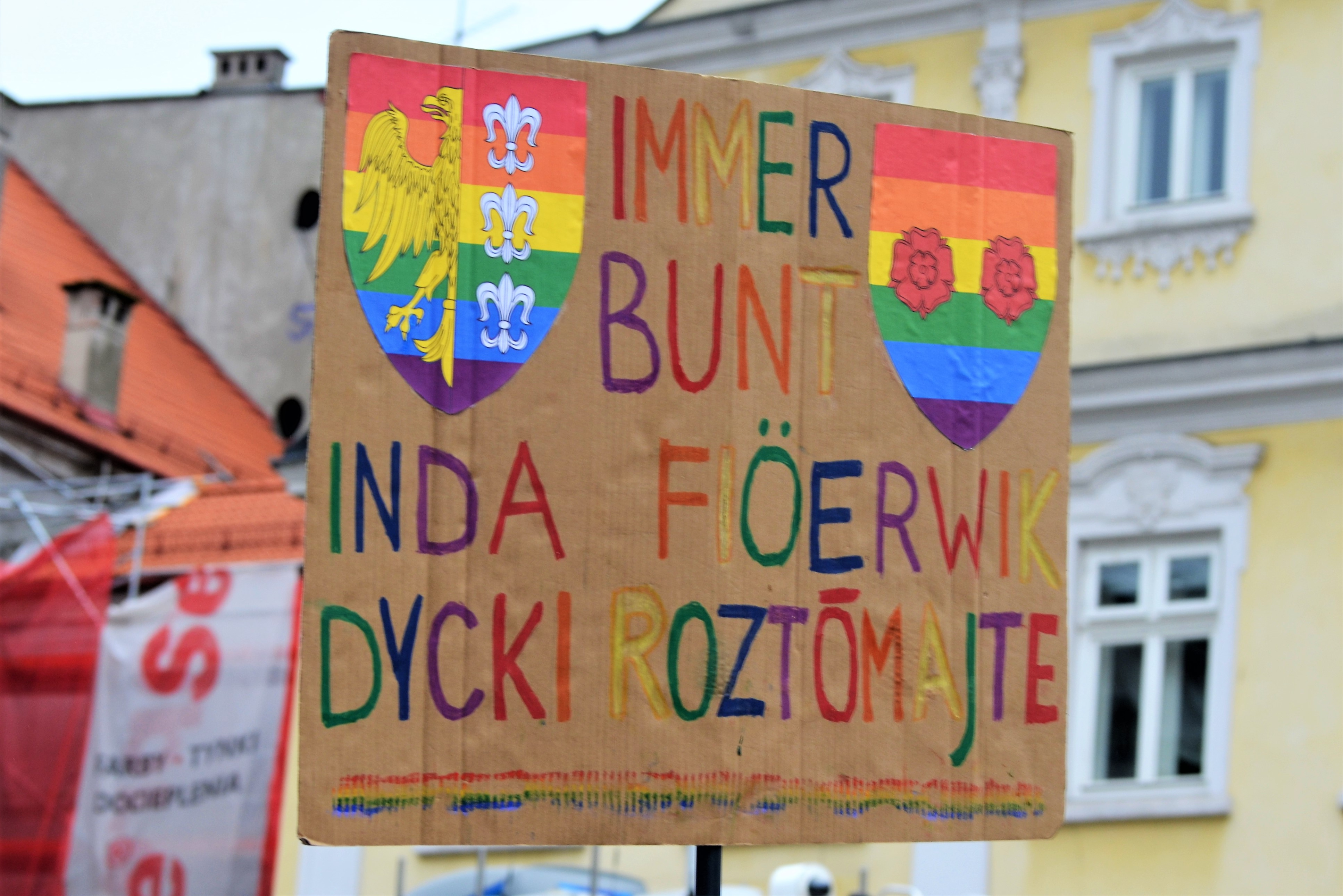
Napis Zawsze różnorodne po niemiecku, wilamowsku i śląsku, Marsz Równości w Bielsku-Białej 2021